# Olympische Sommerspiele 1984/Ringen
Bei den XXIII. Olympischen Sommerspielen 1984 in Los Angeles fanden 20 Wettbewerbe im Ringen statt, je zehn im Freistil und im griechisch-römischen Stil. Austragungsort war das Anaheim Convention Center in Anaheim.

## Bilanz

### Medaillenspiegel
| Platz | Land               | Gold | Silber | Bronze | Gesamt |
| ----- | ------------------ | ---- | ------ | ------ | ------ |
| 1     | Vereinigte Staaten | 9    | 3      | 1      | 13     |
| 2     | Japan              | 2    | 5      | 2      | 9      |
| 3     | Südkorea           | 2    | 1      | 4      | 7      |
| 4     | Rumänien           | 2    | 1      | 3      | 6      |
| 5     | Jugoslawien        | 2    | 1      | 2      | 5      |
| 6     | BR Deutschland     | 1    | 2      | –      | 3      |
| 7     | Finnland           | 1    | 1      | 1      | 3      |
| 8     | Italien            | 1    | –      | –      | 1      |
| 9     | Schweden           | –    | 2      | 2      | 4      |
| 10    | Griechenland       | –    | 1      | 1      | 2      |
| 10    | Griechenland       | –    | 1      | 1      | 2      |
| 12    | Mexiko             | –    | 1      | –      | 1      |
| 12    | Syrien             | –    | 1      | –      | 1      |
| 14    | Schweiz            | –    | –      | 1      | 1      |
| 14    | Türkei             | –    | –      | 1      | 1      |
| 14    | Großbritannien     | –    | –      | 1      | 1      |

### Medaillengewinner
| Konkurrenz         | Gold              | Silber             | Bronze         |
| ------------------ | ----------------- | ------------------ | -------------- |
| Papiergewicht      | Bobby Weaver      | Takashi Irie       | Son Gab-do     |
| Fliegengewicht     | Šaban Trstena     | Kim Jong-kyu       | Yūji Takada    |
| Bantamgewicht      | Hideaki Tomiyama  | Barry Davis        | Kim Eui-kon    |
| Federgewicht       | Randy Lewis       | Kōsei Akaishi      | Lee Jung-keun  |
| Leichtgewicht      | You In-tak        | Andrew Rein        | Jukka Rauhala  |
| Weltergewicht      | David Schultz     | Martin Knosp       | Šaban Sejdi    |
| Mittelgewicht      | Mark Schultz      | Hideyuki Nagashima | Chris Rinke    |
| Halbschwergewicht  | Ed Banach         | Akira Ōta          | Noel Loban     |
| Schwergewicht      | Lou Banach        | Joseph Atiyeh      | Vasile Pușcașu |
| Superschwergewicht | Bruce Baumgartner | Robert Molle       | Ayhan Taşkın   |

| Konkurrenz         | Gold                | Silber                | Bronze             |
| ------------------ | ------------------- | --------------------- | ------------------ |
| Papiergewicht      | Vincenzo Maenza     | Markus Scherer        | Ikuzo Saito        |
| Fliegengewicht     | Atsuji Miyahara     | Daniel Aceves         | Bang Dae-du        |
| Bantamgewicht      | Pasquale Passarelli | Masaki Eto            | Haralambos Holidis |
| Federgewicht       | Kim Weon-kee        | Kent-Olle Johansson   | Hugo Dietsche      |
| Leichtgewicht      | Vlado Lisjak        | Tapio Sipilä          | James Martinez     |
| Weltergewicht      | Jouko Salomäki      | Roger Tallroth        | Ștefan Rusu        |
| Mittelgewicht      | Ion Draica          | Dimitrios Thanopoulos | Sören Claesson     |
| Halbschwergewicht  | Steve Fraser        | Ilie Matei            | Frank Andersson    |
| Schwergewicht      | Vasile Andrei       | Greg Gibson           | Josef Tertelj      |
| Superschwergewicht | Jeffrey Blatnick    | Refik Memišević       | Victor Dolipschi   |

## Ergebnisse Freistil

### Papiergewicht (bis 48 kg)
| Platz | Land | Sportler        |
| ----- | ---- | --------------- |
| 1     | USA  | Bobby Weaver    |
| 2     | JPN  | Takashi Irie    |
| 3     | KOR  | Son Gab-do      |
| 4     | CHN  | Gao Wenhe       |
| 5     | FRG  | Reiner Heugabel |
| 6     | SWE  | Kent Andersson  |
| 7     | IND  | Sunil Dutt      |

Datum: 7. bis 9. August 1984 

7 Teilnehmer aus 7 Ländern

### Fliegengewicht (bis 52 kg)
| Platz | Land | Sportler        |
| ----- | ---- | --------------- |
| 1     | YUG  | Šaban Trstena   |
| 2     | KOR  | Kim Jong-kyu    |
| 3     | JPN  | Yūji Takada     |
| 4     | CAN  | Ray Takahashi   |
| 5     | TUR  | Arslan Seyhanlı |
| 6     | IND  | Mahabir Singh   |
| 7     | FRG  | Fritz Niebler   |
| 8     | CHN  | Liang Dejin     |

Datum: 8. bis 10. August 1984 

17 Teilnehmer aus 17 Ländern

### Bantamgewicht (bis 57 kg)
| Platz | Land | Sportler         |
| ----- | ---- | ---------------- |
| 1     | JPN  | Hideaki Tomiyama |
| 2     | USA  | Barry Davis      |
| 3     | KOR  | Kim Eui-kon      |
| 4     | PUR  | Orlando Cáceres  |
| 5     | IND  | Rohtas Singh     |
| 6     | YUG  | Zoran Šorov      |
| 7     | CHN  | Guan Bunima      |
| 8     | TUR  | İbrahim Akgül    |

Datum: 9. bis 11. August 1984 

16 Teilnehmer aus 16 Ländern

### Federgewicht (bis 62 kg)
| Platz | Land | Sportler         |
| ----- | ---- | ---------------- |
| 1     | USA  | Randy Lewis      |
| 2     | JPN  | Kōsei Akaishi    |
| 3     | KOR  | Lee Jung-keun    |
| 4     | AUS  | Cris Brown       |
| 5     | FRG  | Martin Herbster  |
| 6     | ITA  | Antonio La Bruna |
| 7     | TUR  | Selman Kaygusuz  |
| 8     | FRA  | Gérard Santoro   |

Datum: 7. bis 9. August 1984 

16 Teilnehmer aus 16 Ländern

### Leichtgewicht (bis 68 kg)
| Platz | Land | Sportler          |
| ----- | ---- | ----------------- |
| 1     | KOR  | You In-tak        |
| 2     | USA  | Andrew Rein       |
| 3     | FIN  | Jukka Rauhala     |
| 4     | JPN  | Masakazu Kamimura |
| 5     | AUS  | Zsigmond Kelevitz |
| 6     | TUR  | Fevzi Şeker       |
| 7     | FRG  | Erwin Knosp       |
| 8     | SUI  | René Neyer        |

Datum: 9. bis 11. August 1984 

22 Teilnehmer aus 22 Ländern

### Weltergewicht (bis 74 kg)
| Platz | Land | Sportler       |
| ----- | ---- | -------------- |
| 1     | USA  | David Schultz  |
| 2     | FRG  | Martin Knosp   |
| 3     | YUG  | Šaban Sejdi    |
| 4     | IND  | Rajinder Singh |
| 5     | JPN  | Naomi Higuchi  |
| 6     | KOR  | Han Myung-woo  |
| 7     | CAN  | Marc Mongeon   |
| 8     | FIN  | Pekka Rauhala  |

Datum: 8. bis 10. August 1984 

22 Teilnehmer aus 22 Ländern

### Mittelgewicht (bis 82 kg)
| Platz | Land | Sportler            |
| ----- | ---- | ------------------- |
| 1     | USA  | Mark Schultz        |
| 2     | JPN  | Hideyuki Nagashima  |
| 3     | CAN  | Chris Rinke         |
| 4     | FRG  | Reiner Trik         |
| 5     | KOR  | Kim Tae-woo         |
| 6     | NZL  | Ken Reinsfield      |
| 7     | GRE  | Iraklis Deskoulidis |
| 8     | ITA  | Luciano Ortelli     |

Datum: 9. bis 11. August 1984 

16 Teilnehmer aus 16 Ländern

### Halbschwergewicht (bis 90 kg)
| Platz | Land | Sportler              |
| ----- | ---- | --------------------- |
| 1     | USA  | Ed Banach             |
| 2     | JPN  | Akira Ōta             |
| 3     | GBR  | Noel Loban            |
| 4     | CAN  | Clark Davis           |
| 5     | NGR  | Macauley Appah        |
| 6     | TUR  | İsmail Temiz          |
| 7     | PAK  | Abdul Majeed Maruwala |
| 8     | ITA  | Michele Azzola        |
|       |      |                       |
| 10    | AUT  | Edwin Lins            |
| 13    | FRG  | Bodo Lukowski         |

Datum: 7. bis 9. August 1984 

16 Teilnehmer aus 16 Ländern

### Schwergewicht (bis 100 kg)

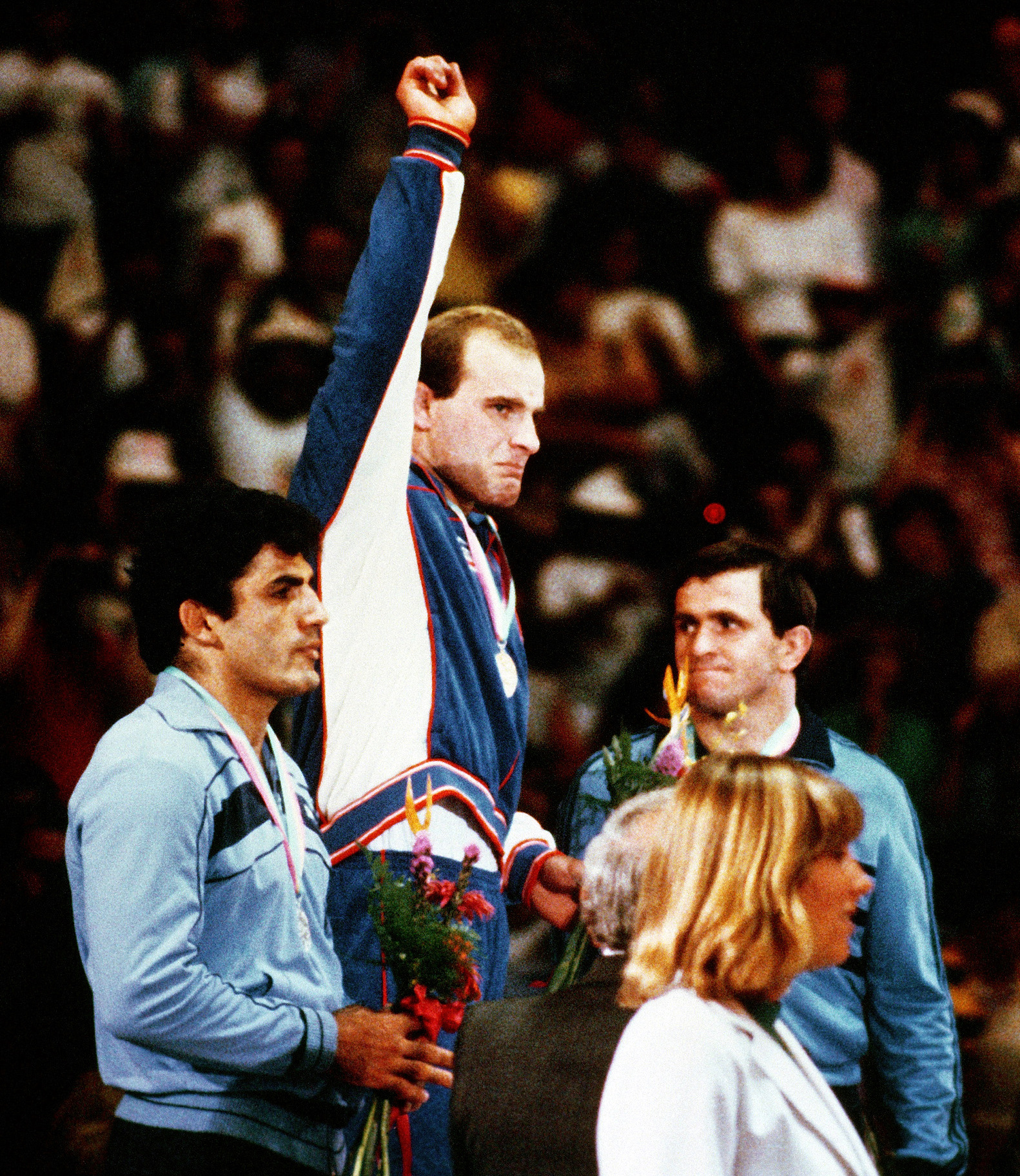
Siegerehrung (v. l. n. r.: Atiyeh, Banach, Pușcașu)

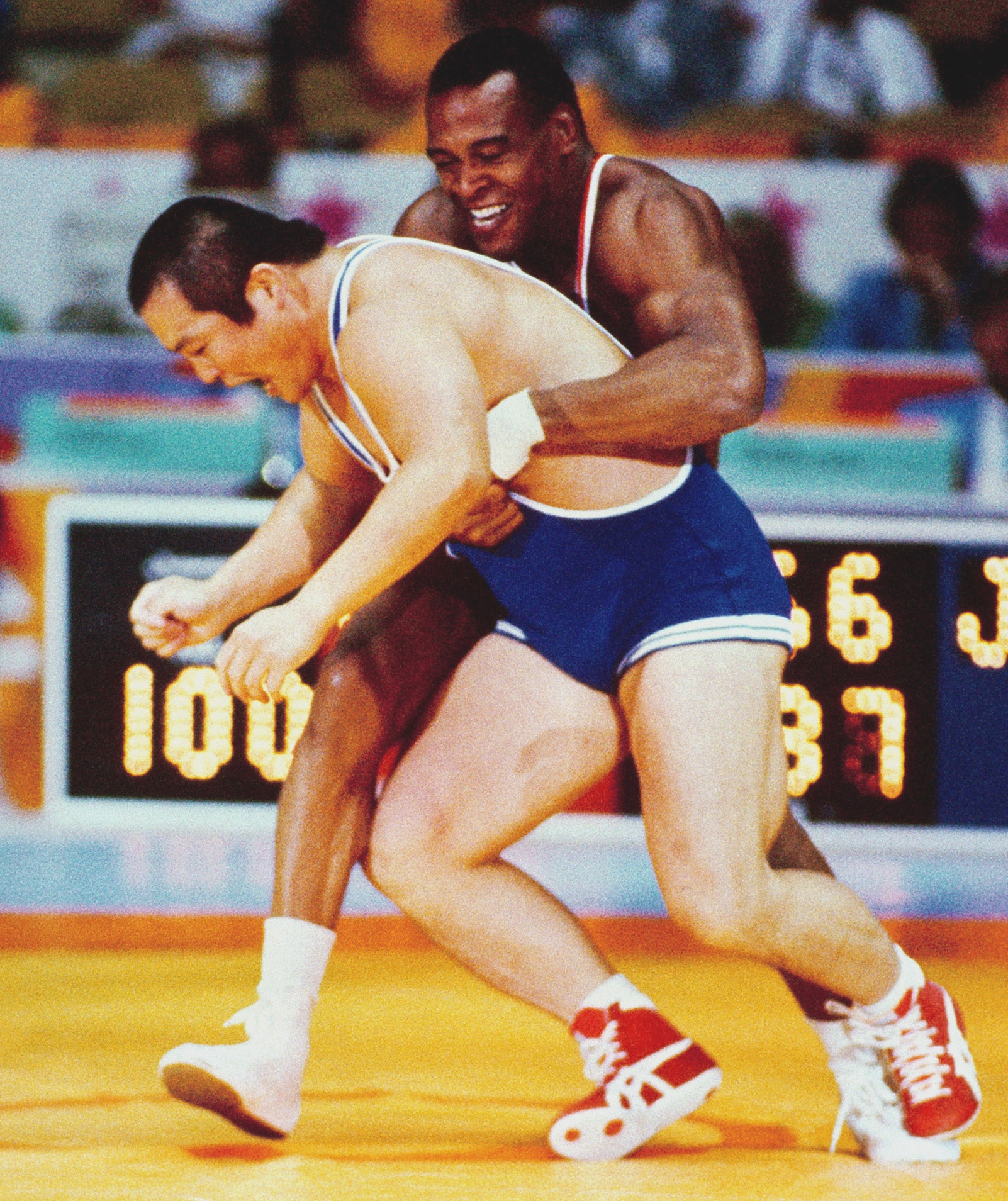
Greg Gibson (rechts) gegen Yoshihiro Fujita (links)

| Platz | Land | Sportler            |
| ----- | ---- | ------------------- |
| 1     | USA  | Lou Banach          |
| 2     | SYR  | Joseph Atiyeh       |
| 3     | ROM  | Vasile Pușcașu      |
| 4     | TUR  | Hayri Sezgin        |
| 5     | JPN  | Tamon Honda         |
| 6     | GRE  | Georgios Poikilidis |
| 7     | IND  | Kartar Singh        |
| 8     | CAN  | Wayne Brightwell    |

Datum: 9. bis 11. August 1984 

11 Teilnehmer aus 11 Ländern

### Superschwergewicht (über 100 kg)
| Platz | Land | Sportler              |
| ----- | ---- | --------------------- |
| 1     | USA  | Bruce Baumgartner     |
| 2     | CAN  | Robert Molle          |
| 3     | TUR  | Ayhan Taşkın          |
| 4     | EGY  | Hassan El-Haddad      |
| 5     | SEN  | Mamadou Sakho         |
| 6     | ROM  | Vasile Andrei         |
| 7     | JPN  | Koichi Ishimori       |
| 8     | GRE  | Panagiotis Poikilidis |

Datum: 8. bis 10. August 1984 

8 Teilnehmer aus 8 Ländern

## Ergebnisse griechisch-römischer Stil

### Papiergewicht (bis 48 kg)
| Platz | Land | Sportler        |
| ----- | ---- | --------------- |
| 1     | ITA  | Vincenzo Maenza |
| 2     | FRG  | Markus Scherer  |
| 3     | JPN  | Ikuzo Saito     |
| 4     | TUR  | Salih Bora      |
| 5     | SWE  | Kent Andersson  |
| 6     | KOR  | Jun Dae-je      |
| 7     | CHN  | Li Haisheng     |
| 8     | USA  | Mark Fuller     |

Datum: 30. Juli bis 1. August 1984 

12 Teilnehmer aus 12 Ländern

### Fliegengewicht (bis 52 kg)
| Platz | Land | Sportler        |
| ----- | ---- | --------------- |
| 1     | JPN  | Atsuji Miyahara |
| 2     | MEX  | Daniel Aceves   |
| 3     | KOR  | Bang Dae-du     |
| 4     | CHN  | Hu Richa        |
| 5     | NOR  | Jon Rønningen   |
| 6     | FIN  | Taisto Halonen  |
| 7     | TUR  | Erol Kemah      |
| 8     | ROM  | Mihai Cișmaș    |

Datum: 31. Juli bis 2. August 1984 

12 Teilnehmer aus 12 Ländern

### Bantamgewicht (bis 57 kg)
| Platz | Land | Sportler            |
| ----- | ---- | ------------------- |
| 1     | FRG  | Pasquale Passarelli |
| 2     | JPN  | Masaki Eto          |
| 3     | GRE  | Haralambos Holidis  |
| 4     | ROM  | Niculae Zamfir      |
| 5     | USA  | Frank Famiano       |
| 6     | SWE  | Benni Ljungbeck     |
| 7     | TUR  | Mehmet Karadağ      |
| 8     | KOR  | Park Byung-hyo      |

Datum: 1. bis 3. August 1984 

16 Teilnehmer aus 16 Ländern

### Federgewicht (bis 62 kg)
| Platz | Land | Sportler            |
| ----- | ---- | ------------------- |
| 1     | KOR  | Kim Weon-kee        |
| 2     | SWE  | Kent-Olle Johansson |
| 3     | SUI  | Hugo Dietsche       |
| 4     | USA  | Abdurrahim Kuzu     |
| 5     | CAN  | Doug Yeats          |
| 6     | EGY  | Salem Bekhit        |
| 7     | FRG  | Bernd Gabriel       |
| 8     | JPN  | Seiichi Osanai      |
|       |      |                     |
| 11    | AUT  | Herbert Nigsch      |

Datum: 30. Juli bis 1. August 1984 

20 Teilnehmer aus 20 Ländern

### Leichtgewicht (bis 68 kg)
| Platz | Land | Sportler          |
| ----- | ---- | ----------------- |
| 1     | YUG  | Vlado Lisjak      |
| 2     | FIN  | Tapio Sipilä      |
| 3     | USA  | James Martinez    |
| 4     | ROM  | Ștefan Negrișan   |
| 5     | AUT  | Dietmar Streitler |
| 6     | SYR  | Mohamed Nakdali   |
| 7     | EGY  | Shaban Ibrahim    |
| 8     | TUR  | Sümer Koçak       |

Datum: 1. bis 3. August 1984 

14 Teilnehmer aus 14 Ländern

### Weltergewicht (bis 74 kg)
| Platz | Land | Sportler            |
| ----- | ---- | ------------------- |
| 1     | FIN  | Jouko Salomäki      |
| 2     | SWE  | Roger Tallroth      |
| 3     | ROM  | Ștefan Rusu         |
| 4     | KOR  | Kim Young-nam       |
| 5     | YUG  | Karolj Kasap        |
| 6     | FRA  | Martial Mischler    |
| 7     | USA  | Christopher Catalfo |
| 8     | EGY  | Mohamed Hamad       |
|       |      |                     |
| 10    | FRG  | Karl-Heinz Helbing  |

Datum: 31. Juli bis 2. August 1984 

17 Teilnehmer aus 17 Ländern

### Mittelgewicht (bis 82 kg)
| Platz | Land | Sportler              |
| ----- | ---- | --------------------- |
| 1     | ROM  | Ion Draica            |
| 2     | GRE  | Dimitrios Thanopoulos |
| 3     | SWE  | Sören Claesson        |
| 4     | YUG  | Momir Petković        |
| 5     | SWE  | Jarmo Övermark        |
| 6     | EGY  | Mohamed El-Ashram     |
| 7     | CAN  | Louis Santerre        |
| 8     | KOR  | Kim Sang-kyu          |
|       |      |                       |
| 12    | AUT  | Georg Marchl          |
| 12    | FRG  | Siegfried Seibold     |

Datum: 1. bis 3. August 1984 

15 Teilnehmer aus 15 Ländern

### Halbschwergewicht (bis 90 kg)
| Platz | Land | Sportler            |
| ----- | ---- | ------------------- |
| 1     | USA  | Steve Fraser        |
| 2     | ROM  | Ilie Matei          |
| 3     | SWE  | Frank Andersson     |
| 4     | FRG  | Uwe Sachs           |
| 5     | FRA  | Jean-François Court |
| 6     | GRE  | Georgios Pozidis    |
| 7     | FIN  | Toni Hannula        |
| 8     | YUG  | Karolj Kopas        |

Datum: 30. Juli bis 1. August 1984 

13 Teilnehmer aus 13 Ländern

### Schwergewicht (bis 100 kg)
| Platz | Land | Sportler              |
| ----- | ---- | --------------------- |
| 1     | ROM  | Vasile Andrei         |
| 2     | USA  | Greg Gibson           |
| 3     | YUG  | Josef Tertelj         |
| 4     | GRE  | Georgios Poikilidis   |
| 5     | AUT  | Franz Pitschmann      |
| 6     | FRG  | Fritz Gerdsmeier      |
| 7     | JPN  | Yoshihiro Fujita      |
| 7     | SWE  | Karl-Johan Gustavsson |

Datum: 1. bis 3. August 1984 

8 Teilnehmer aus 8 Ländern

### Superschwergewicht (über 100 kg)
| Platz | Land | Sportler              |
| ----- | ---- | --------------------- |
| 1     | USA  | Jeffrey Blatnick      |
| 2     | YUG  | Refik Memišević       |
| 3     | ROM  | Victor Dolipschi      |
| 4     | GRE  | Panagiotis Poikilidis |
| 5     | EGY  | Hassan El-Haddad      |
| 6     | JPN  | Masaya Andō           |
| 6     | ITA  | Antonio La Penna      |

Datum: 31. Juli bis 2. August 1984 

8 Teilnehmer aus 8 Ländern
Der ursprüngliche Zweitplatzierte Tomas Johansson (SWE) wurde wegen Dopings nachträglich disqualifiziert.